# Esperança (Paraíba)
Esperança  este un oraș în Paraíba (PB), Brazilia.